# عرين (حزم العدين)

تعديل مصدري - تعديل

عرين محلة تابعة لقرية الزانعة، التابعة لعزلة الاحكوم بمديرية حزم العدين إحدى مديريات محافظة إب في الجمهورية اليمنية، بلغ تعداد سكانها 99 حسب تعداد اليمن لعام 2004.